# Gaetano Latilla
Gaetano Latilla, né le 12 janvier 1711 à Bari et mort le 12 janvier 1788 à Naples, est un compositeur et musicien italien.